# Käthe und ich: Das Findelkind
Das Findelkind ist ein deutscher Fernsehfilm von Oliver Liliensiek aus dem Jahr 2019. Es handelt sich um die zweite Folge der ARD-Reihe Käthe und ich. Die deutsche Erstausstrahlung erfolgte am 8. November 2019 auf dem Sendeplatz Endlich Freitag im Ersten.

## Handlung
In einer Rückblende denkt Paul dran, wie Erina ihm am Handy ihre Schwangerschaft mitteilte.
Da taucht vor dem Bauernhof ein Körbchen mit einem Baby auf. Käthe verfolgt eine Spur, die sich auf der Straße vor dem Anwesen verliert. Die Polizei nimmt die Ermittlungen auf. Paul will ebenfalls nach der Mutter suchen, denn wenn er sie vor der Polizei findet, würde er der Schweigepflicht unterliegen und könnte die Mutter vor einer Strafverfolgung schützen. Jule äußert den Verdacht, das Paul der Vater des Kindes sein könnte. Das Kind wäre demnach bei einem Wodka-Gelage zwischen Paul und Erinas bester Freundin Natalya vor neun Monaten entstanden.
Paul denkt daran zurück, wie er und Erina Natalya vor neun Monaten auf dem Bahnhof abgeholt haben. Käthe brummte beim ersten Anblick auf sie. Paul hatte eine erste Auseinandersetzung mit ihr, als sie erzählte, dass sie von Ingenieurin auf Psychologin umschulte und sich dabei auf Hypnose spezialisierte.
Paul nimmt Kontakt zu Frau Stein vom Jugendamt auf, die nach einer Pflegefamilie für das Baby sucht. Er bittet darum, das Baby bei sich aufnehmen zu dürfen. Er hat eine Vermutung, wer die Mutter des Kindes sein könnte, und hofft, dass es dieser auf diese Weise leichter fallen würde, sich zu melden. Paul engagiert Frau Möller als Pflegerin für Erina und für das Kind, das er Frieda nennt. Seitdem Frau Möller in der Klinik von ihrem Vorgesetzten Herrn Lechner entlassen wurde, ist sie auf ihr Hausboot umgezogen.
Paul vermutet als Mutter von Frieda eine junge Frau namens Anja Mehring, die in einer Frauenarztpraxis arbeitet und vor einem halben Jahr bei ihm in Behandlung war, weil sie ungewollt schwanger geworden ist. Diese erzählt Paul jedoch, dass sie ihr Kind seinerzeit durch eine Fehlgeburt in der 15. Woche verloren und deswegen die Behandlung bei ihm abgebrochen hat. Inzwischen hat die Polizei eine Pressemitteilung herausgegeben.
In der Zwischenzeit wundert sich Paul, warum Käthe auf einmal so unruhig ist. Er denkt daran zurück, wie Käthe mit ihrer Züchterin das erste Mal in der Tierarztpraxis war und ihm unruhig hinterhergelaufen ist, weil sie Herzrhythmusstörungen bei ihm gespürt hat.
Tierarzthelferin Jasmina startet im Internet einen Blog mit einer Fortsetzungsgeschichte, in der sie ihre Fantasien mit Aaron verarbeitet.
Jule kann sich noch lebhaft daran erinnern, wie Erina Paul und Natalya versöhnen wollte. Julie ist immer noch der Meinung, dass Frieda das Kind von Paul und Natalya ist, während Paul sich dagegen verwahrt, Erina betrogen zu haben. Als Nächstes vermutet Paul eine 16-jährige ehemalige Patientin, die bei ihm ebenfalls wegen einer ungewollten Schwangerschaft in Behandlung war. Jule hatte seinerzeit vor dem Versöhnungstreffen, in dessen Vorfeld Natalya Paul erneut ihre Vorbehalte hatte spüren lassen, dass dieser nur aus Eitelkeit ausgerechnet eine bekannte Balletttänzerin geheiratet hatte, angerufen, dass Jule und Aaron wegen eines Notfalls in der Tierarztpraxis erst einen Tag später kommen konnten.
Paul bittet Anja Mehring, ihm bei einem Vaterschaftstest zu helfen, um dem Verdacht auf den Grund zu gehen, dass er Friedas Vater sein könnte.
Beim gemeinsamen „Wahrheit oder Pflicht“-Spielen schlug Natalya Paul vor, dass sie ihn mittels Hypnose innerhalb von fünf Minuten dazu bringen kann, sie unwiderstehlich zu finden. Später erzählt sie Paul, dass er so betrunken war, dass er weggekippt und eingeschlafen ist. Natalya hatte sich seit jenem Abend nicht mehr gemeldet, weil sie ihrer Meinung nach den Autounfall verursacht hatte, durch den Erina ins Koma gefallen ist und ihr Baby verloren hat, als ihnen auf der Gegenfahrbahn ein überholendes Auto entgegen kam. Paul hält ihr entgegen, dass der entgegenkommende Autofahrer Schuld hatte und Natalya das Bestmögliche getan hat.
Da bekommt Paul von Anja Mehring einen Anruf, dass er laut Vaterschaftstest mit hoher Wahrscheinlichkeit Friedas Vater ist. Als Paul Natalya mit dem Ergebnis konfrontiert, beharrt sie darauf, dass sie nicht Friedas Mutter ist. Als er Anja Mehring aufsuchen will, erfährt er von ihrer Mutter, dass sie sich gerade in ihrer Hütte aufhält. Das letzte halbe Jahr sei sie verreist gewesen. Paul kombiniert, dass sie während ihrer Abwesenheit die Schwangerschaft vertuscht und den Vaterschaftstest gefälscht hat. Käthe ist im Stande, in der Hütte Friedas Geruch wahrzunehmen.
Anja Mehring hatte Angst, Frieda keine gute Mutter zu sein, falls diese nach ihrem gewalttätigen Vater kommt, und hielt Paul für einen sehr guten Vater, um ihr Kind bei ihm unterzubringen. Paul wendet ein, dass, selbst wenn er Frieda adoptieren würde, er ihre offizielle Einverständiserklärung bräuchte, wovor Anja aber Angst hat, weil ihre Eltern dann von der Schwangerschaft erfahren würden. Paul will Anja dazu bringen, ihr Kind zu akzeptieren. 
Frau Möller redet Paul ins Gewissen, dass er sich zu wenig Zeit genommen hat, um um seine Tochter zu trauern, die er und Erina durch den Unfall verloren haben. Sogar Käthe habe durch ihre Unruhe gemerkt, dass es Paul nicht gut ging. Als Paul Erina einen Videozusammenschnitt von Frieda zeigt, wacht Erina aus dem Koma auf.